# Dirka po Sloveniji
Dirka po Sloveniji, znany również pod nazwą Tour of Slovenia – wieloetapowy wyścig kolarski rozgrywany corocznie od 1993 w Słowenii.
Pierwsza edycja wyścigu dookoła Słowenii odbyła się w 1993. W 2005 został włączony do cyklu UCI Europe Tour z kategorią 2.1, w 2019 otrzymał kategorię 2.HC, a od 2020 należy do cyklu UCI ProSeries z kategorią 2.Pro. W 1997 wyścigu nie zorganizowano, a edycję z 2020 odwołano.
Triumfator wyścigów z 2006 i 2007, Słoweniec Tomaž Nose, został pozbawiony obu zwycięstw po wykryciu w jego organizmie niedozwolonych środków dopingujących.

## Zwycięzcy
Opracowano na podstawie:
| Rok  | Pierwsze             | Drugie              | Trzecie                |
| ---- | -------------------- | ------------------- | ---------------------- |
| 1993 | Boris Premužič       | Srečko Glivar       | Gorazd Štangelj        |
| 1994 | Tobias Steinhauser   | Boris Premužič      | Sandi Papež            |
| 1995 | Valter Bonča         | Boris Premužič      | Marco Antonio Di Renzo |
| 1996 | Lorenzo Di Silvestro | Stefano Giraldi     | Marco Antonio Di Renzo |
| 1998 | Branko Filip         | Gorazd Štangelj     | Paweł Szumanow         |
| 1999 | Timothy Jones        | Tadej Valjavec      | Stefano Panetta        |
| 2000 | Martin Derganc       | Vladimir Miholjević | Boris Premužič         |
| 2001 | Faat Zakirow         | Martin Derganc      | Vladimir Miholjević    |
| 2002 | Jewgienij Pietrow    | Dean Podgornik      | Hannes Hempel          |
| 2003 | Mitja Mahorič        | Jure Golčer         | Andreas Matzbacher     |
| 2004 | Mitja Mahorič        | Alaksandr Kuczynski | Matic Strgar           |
| 2005 | Przemysław Niemiec   | Fortunato Baliani   | Radoslav Rogina        |
| 2006 | Jure Golčer          | Przemysław Niemiec  | Robert Kišerlovski     |
| 2007 | Tomaž Nose           | Vincenzo Nibali     | Andrea Noé             |
| 2008 | Jure Golčer          | Franco Pellizotti   | Robert Kišerlovski     |
| 2009 | Jakob Fuglsang       | Tomaž Nose          | Domenico Pozzovivo     |
| 2010 | Vincenzo Nibali      | Giovanni Visconti   | Chris Anker Sørensen   |
| 2011 | Diego Ulissi         | Radoslav Rogina     | Robert Vrečer          |
| 2012 | Janez Brajkovič      | Domenico Pozzovivo  | Kristijan Koren        |
| 2013 | Radoslav Rogina      | Jan Polanc          | Patrik Sinkewitz       |
| 2014 | Tiago Machado        | Ilnur Zakarin       | Matteo Rabottini       |
| 2015 | Primož Roglič        | Mikel Nieve         | Jure Golčer            |
| 2016 | Rein Taaramäe        | Jack Haig           | Jan Bárta              |
| 2017 | Rafał Majka          | Giovanni Visconti   | Jack Haig              |
| 2018 | Primož Roglič        | Rigoberto Urán      | Matej Mohorič          |
| 2019 | Diego Ulissi         | Giovanni Visconti   | Aleksandr Własow       |
| 2021 | Tadej Pogačar        | Diego Ulissi        | Matteo Sobrero         |
| 2022 | Tadej Pogačar        | Rafał Majka         | Domen Novak            |
| 2023 | Filippo Zana         | Matej Mohorič       | Diego Ulissi           |
| 2024 | Giovanni Aleotti     | Pello Bilbao        | Giulio Pellizzari      |
| 2025 |                      |                     |                        |